# Slavko Matković
Slavko Matković (Subotica, 15. svibnja 1948. – Subotica, 2. studenoga 1994.), bio je bački književnik iz Vojvodine. Bio je zaposlenik subotičke Gradske knjižnice, gdje je skrbio za «Zavičajni odjel». Umjetnički je djelovao u Subotici i Novom Sadu. Bio je članom Udruženja književnika Vojvodine. 

## Životopis
Slavko Matković rodio se je u Subotici 1948. godine. U Subotici je završio osnovnu, srednju i višu školu.
Pisao je pjesme, prozu, a bavio se i slikarstvom (rabio je kolaž), i općenito, raspon umjetničkog stvarateljstva i zahvata mu je bio vrlo širok. U svojim pjesmama ima suvremeni, moderni pjesnički izraz i oblik (vizualna, konkretna i tipografska poezija).
Pokraj rečenog, bavio se i autorskim filmom, performanceom, konceptualnom umjetnošću, intervencijama u prostoru i na njegovom tijelu, "arte poveera", mail artom, stripom (u časopisu "Uj Symposium" je objavljivao signalističke stripove 1971. – 1972.) itd. Multimedijalna umjetnost mu nije bila nepoznanica. 
Bavio se i teorijom umjetnosti. Zbog tog svog širokog umjetničkog raspona, "najizrazitiji je predstavnik strategije umjetničkog nomadizma") u srbijanskoj umjetnosti u 20. stoljeću, a jednim je od značajnih predstavnika eksperimenta u jugoslavenskoj umjetnosti 1970-ih godina. 
U svom likovnom stvarateljstvu, ostavio je trag i kao utemeljitelj avangardne umjetničke skupine "Bosch+Bosch" 27. kolovoza 1969. godine (članovi su bili, uz Matkovića, i Balint Szombathy, Laszlo Szalma i Laszlo Kerkeš).
1972. godine je pokrenuo časopis Kontaktor 972, čijim je bio i urednikom. Dvije godine poslije, zajedno s Balintom Szombathyjem je pokrenuo Wow, međunarodnu reviju za umjetnost.
Zajedno s Petrom Vukovim, zaslužan je za spašavanje od zaborava subotičkog dijela životopisa poznate filmske scenaristice i novinarke Ilone Fülöp. Matković i Vukov su istraživali život i rad ove subotičke umjetnice, a biobibliografske podatke je Matković otkrio godinu dana prije svoje smrti, i to temeljem Iloninog pisma Josi Šokčiću iz 1953. godine).

## Djela
Autor je većeg broja knjiga i grafičkih svezaka.
- 5112/a, vizualna poezija (u suradnji s Laszlom Szalmom), 1971.
- Knjiga, vizualna poezija, 1979.
- Selotejp tekstovi, vizualna poezija, 1987.
- Cvetovi saznanja, pjesme, 1973.
- Mi smo mali šašavi potrošači, pjesme,  1976.
- Antigraf, pjesme, 1983.
- Fotobiografija, pjesme, 1985.

Ušao je i u međunarodnu antologiju poezije "West-East", antologiju Milana Živanovića "Sto godina sto pesnika - Vojvodina 20. vek", 
Matkoviću je posvećena monografija Nebojše Milenkovića "Ich bin Künstler".
Neka djela su mu prevedena i na mađarski jezik, a preveo ih je bački hrvatski književnik Matija Molcer.

## Nagrade
- 1985.: Nagrada dr Ferenc Bodrogvári, za zbirku pjesama Fotobiografija.

## Vanjske poveznice
- (srp.) Muzej suvremene likovne umjetnosti  Arhivirana inačica izvorne stranice od 22. travnja 2008. (Wayback Machine) Retrospektivna izložba
- (srp.) Danas  Arhivirana inačica izvorne stranice od 17. lipnja 2008. (Wayback Machine) Umjetnost kao umjetnikova osobna drama
- (engl.) Artfacts.net[neaktivna poveznica]